# Vat (eenheid)

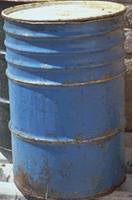
Een standaard vat

Een vat is een inhoudsmaat die tot aan de invoering van het metriek stelsel in Nederland gebruikt werd voor het meten van diverse vaste en vloeibare stoffen. In landen die het Engelse of Amerikaanse maatsysteem hanteren, is het vat (Engels: barrel, afgekort tot bbl) een standaardmaat.

## Maatstaf voor ruwe olie
Tegenwoordig is het vat in het Nederlands taalgebied vooral bekend als de Amerikaanse maateenheid die gebruikt wordt als inhoudsmaat voor ruwe aardolie en is gelijk aan 42 US gallon (9,702 kubieke inch), ofwel ca. 158,99 liter.
De Amerikaanse maateenheid vindt haar oorsprong in het oorspronkelijke vervoer van aardolie en aardolieproducten, met name petroleum. Dit werd vervoerd in houten vaten, ook daar waar het overzees transport betrof. In augustus 1866 spraken een aantal oliebedrijven af dat 42 US gallons gelijk is aan een vat olie. Een vat petroleum, met een specifieke massa van 0,8 kg/l, komt overeen met 127 kg en dat was een verwerkbare hoeveelheid. Te grote vaten waren onhandelbaar en kleinere vaten te duur. Pas in 1886 kwam het reservoirschip, de Glückauf, in de vaart. Dit was een van de eerste tankers in de moderne zin van het woord. Enkele jaren later was het dure en gevaarlijke petroleumtransport in houten vaten verleden tijd, maar de eenheid barrel bleef bestaan.
In de olie-industrie worden geen vaten meer gebruikt, maar kubieke meters (m³). Toch wordt een hoeveelheid olie nog vaak uitgedrukt in vaten of barrels. Ook de prijs van olie gaat per vat of barrel. Bij de omrekening van m³ naar barrel olie moet er ook rekening mee worden gehouden dat de barrel is gedefinieerd bij 14,696 psi en 60 °F en de m³ bij 1 atm en 15 °C (soms 20 °C). Dit negeren kan leiden tot een verschil van 0,4%.
Eén barrel of oil equivalent (BOE) komt overeen met 0,1359 ton olie-equivalent (toe). De ton in deze energiemaat verwijst naar de massa van 1000 kg, niet naar een mogelijk synoniem voor vat.

### Omrekentabel
In de tabel staan de factoren waarmee een bepaalde hoeveelheid ruwe olie omgerekend kan worden naar een hoeveelheid in een ander eenheid. Een vat olie is equivalent aan 0,1364 ton of 42 US gallon. Omgekeerd is een ton olie gelijk aan 7,33 vat.
| omschrijving  | ton     | liter | vat    | US gallon | ton per jaar |
| ------------- | ------- | ----- | ------ | --------- | ------------ |
| ton →         | 1,000 ↑ | 1165  | 7,33   | 307,86    |              |
| 1000 liter    | 0,8581  | 1000  | 6,2898 | 264,17    |              |
| vat           | 0,1364  | 159   | 1,000  | 42        |              |
| US gallon     | 0,00325 | 3,8   | 0,0238 | 1,000     |              |
| vaten per dag |         |       |        |           | 49,8         |

## Andere vaten
- Vat onder het Nederlands metriek stelsel (1816-1870): 100 liter.
- Engels biervat: 36 UK gallon (163,7 liter).
- Amerikaans biervat: 31 US gallon (117,3 liter), het resultaat van belastingwettendefinities.[3]
- Amerikaans vloeistoffenvat (bier uitgezonderd): 31½ US gallon (119,2 liter), ofwel een half hogshead.
- Amerikaans drogestoffenvat, dry barrel: 105 vaste-stoffen quarts (115,6 liter).
- Somalisch watervat: 200 liter - wordt in de Hoorn van Afrika gebruikt om water en diesel te meten.